# Adam von Podewils (Amtshauptmann)
Adam I. von Podewils (* vor 1480; † 21. Dezember 1503 in Belgard) war Fürstlich Pommerscher Geheimer Rat, Amtshauptmann in Zanow und Belgard sowie Herr auf Podewils, Schinz, Krangen, Buckow, Latzig, Rarfin in Hinterpommern sowie auch bereits auf Haus Demmin in Vorpommern.

## Familie
Adam von Podewils entstammte dem alten pommerschen Adelsgeschlecht Podewils. Seine Eltern waren Ventz von Podewils auf Podewils und Anna von Polevitzken aus dem Hause Sonnenburg. Er heiratete Kunigunde von Wolden aus dem Hause Wusterbarth, mit der er die Kinder Peter, Ventz, Adam III. und Appolonia hatte.

## Leben
Um 1480 hatte Adam Podewils das Haus Krangen von Herzog Bogislaw X. erhalten und begründete so die Krangener Linie der Familie. 1481 wurde ihm die Vogtei Belgard überlassen. Er gehörte zu den Unterhändlern, die 1489/1490 die Eheschließung Bogislaws X. mit Anna, der Tochter des polnischen Königs Kasimir IV. Jagiełło, anbahnten. Am 28. Oktober 1495 schloss Herzog Bogislaw einen Vertrag mit Adam Podewils und dessen Söhnen Peter und Ventz. Für 733 rheinische Gulden kamen die Podewils in den Pfandbesitz von Haus Demmin und der dazugehörigen Ländereien, die ab 1512 Lehnsbesitz seines Sohnes Peter wurden.